# 罗马法
罗马法，是指古羅馬所制定的法律规范的总称。罗马法的系统推广历史开始于东罗马帝国时期，于东罗马帝国皇帝查士丁尼一世时期达到鼎盛。之后东罗马帝国自我封闭，西罗马帝国灭亡，欧洲大陆进入中世纪，罗马法的主体一度在西欧失传将近五百年之久。但是随着罗马法完整文献的出土和文艺复兴的思想，罗马法成为整个欧洲大陆各个势力争相研究和推广的对象。文艺复兴后的以古罗马法研究为基础而建立起的欧洲法律体系，也被称之为“公共法”（ius commune）或者“民法”（ius civile），被视为整个欧洲文明共有的财富，以示与6世纪前的古典罗马法的区别。

## 罗马法历史

### 王政时期
公元前509年，罗马共和国成立。此前，罗马处于王政时代，国王、元老院及人民大会为主要行政机构。了解王政时代的罗马法较为困难，因为古代历史学家常以传说代替历史，并以其所在时代的状况，来强行解释远古时期的政治机构。现今流传的历史书籍，则大约在公元1世纪后作成。而罗马城在公元前387年曾被凯尔特人攻占并付之一炬，因此早于公元前387年的文献，几乎全部丧失。即使古代罗马人也无文献可用，唯有以想象力拾遗补缺，导致罗马文献关于其古代史的描述，常有不可靠之处。
历史学家认为，元老院及人民大会均参与选择国王的过程。国王起初主要负责重大宗教职责，代表社群与众神沟通。后来，国王也在负责解决公民间纠纷，并在战时统帅军队。国王可能是伊特鲁里亚人，或许是因为试图扩大自己的军权和宗教权力，反在公元前509年被驱逐。元老院（senatus，来自 senes，意为“老”）起初为100人，后来增加至300人。元老院成员均为贵族（patricius），由国王任命。元老院无固定权力，只根据情况作为国王的辅佐、咨询机构，但在王位空位期有行政权。虽然罗马历史学家认为人民大会也参与立法，但现代历史学家认为，这时期的大会更可能只有宗教事务及国王加冕等权力。

### 共和国时期
罗马成为共和国后，以元老院、政务官（magistratus）及人民大会为主要行政机构。德国著名法律史学家特奥多尔·蒙森等学者认为，共和国成立后，国王的绝对权力转移至两位行政官，而元老院保留了其咨询功能6-730。然而，越来越多的历史学家认为，罗马的主要家族推翻国王之后，不可能将权力寄予一两个人。后一派学者认为，代表罗马贵族家庭的元老院保留行政权，有在有具体任务时，则授权一个或多个元老执行。根据后一理论，罗马共和国因此产生名目众多的官职，如执政官（consul）、民选官（praetor）、十人委员会（decemviri legibus scribundis）、有执政官权限的军事护民官（tribuni militum consulari potestate）等。
差不多同一时期，在公元前五世纪初，字母和文字传入罗马，使得契约、遗嘱等文件开始见于文字。早在罗马共和国建立（公元前509年）之前，罗马人便依据习惯法生活。习惯法（ius）世代相传，罗马人认为它是社会重要组成部分。习惯法只适用于罗马公民，因此也称为市民法或民法（ius civile）。
在罗马共和国的一个社会动荡时期，部分罗马人认为习惯法自由裁量权过大，因此推动写下成文法，以更好地知悉法律规则。 公元前451年，罗马成立了十人委员会（decemvir），首次写下成文法。公元前449年，十人委员会完成《十二铜表法》，记录了几个世纪以来的习惯法，并成为罗马法的基础。《十二铜表法》涉及不同法律领域，不仅有适用于公民的市民法，还有公法、宗教法等。
随着罗马共和国开疆拓土，治下人口也逐渐距离遥远、风俗各异。不仅罗马公民之间有法律争端，因居住、旅行等原因身在罗马领土的非公民也有。因为市民法对非公民不适用，导致了万民法（ius gentium）的发展。万民法是适用于所有人的法律体系，其基础是人类和文明社会的共同原则及其推论以及自然法（ius naturale）。自然法基于所有人类和动物所共有的原则，如与生育有关的法律，或防止人身被攻击的自卫法。

### 帝国时期
随着法律越来越复杂，法律来源也越来越多。到公元前三世纪下半叶，出现了法学家，即受过法律训练的专家。法学家不参与司法体系，专注于解释法律，发表正式的见解。法学家的著作，使罗马法在公元后的两个半世纪达到顶峰，被称为罗马法的古典时期。著名罗马法学家包括盖乌斯、乌尔比安、及尤利乌斯保卢斯，因为他们的著作依然传世，独立于查士丁尼的法典汇编。 因此，透过他们的著作可以研究查士丁尼之前的罗马法演变。
至六世纪查士丁尼皇帝任内，罗马已在政治上及文化上分为东、西部分。西罗马帝国在查士丁尼成为皇帝的五十年前便已覆亡。但查士丁尼成功收復大片失地，包括義大利及西班牙的一部分。因东罗马帝国的法律极度混乱，查士丁尼法典下令将所有有效法律，汇集为一个完整的法典，即《查士丁尼法典》。《查士丁尼法典》对东、西罗马法律，乃至文艺复兴后的欧洲法律，都造成了重大的影响。《查士丁尼法典》后，拜占庭帝国还发展出《巴西利卡法典》等法典。

## 法律体系及特点
罗马法的起源是著名的十二铜表法（公元前449年）。在此之后，罗马法取得了很大的发展，经过两千年多年的历变，形成了今天许多国家的法律的基石。例如，罗马法提出了契约和侵权行为的不同之处。而在此之前（如古代希腊法），契约的不履行被简单地视为一种侵权。另外，罗马法也提出了占有（一种事实状态：某人拥有某种物体）与所有权（一种权利：某人可以对物体做任何行为）的区别。还有，现代的契约概念就来源于罗马法中的合意规定。罗马法分为本国国民所适用的“市民法”（jus civile）以及適用於外国人的“万民法”，后者就是现在的国际私法的起源。
罗马法反映出当时罗马帝国的现实。罗马执政官保证了法律能够适应一个迅速膨胀的帝国不断变化的需求。但是，这种变化仍然是在传统的价值体系下完成的。执政官并不重新修改法典，而是通过新的解释或者修订来解决新的问题。这种对传统的依赖以及对变动的怀疑态度正是罗马人的思维特点。
罗马法几乎完全不涉及行政法或者刑法等问题，同时也有大量关于宗教、奴隶制的不再对现今世界有用的材料。但是罗马法作为一个有超过两千年历史的体系，至今仍然影响几十个国家的几亿人口，毫无疑问是古典文明和人类文明最重要的成就之一。

### 公民权
罗马法中，所有人均分为自由人及奴隶。自由人分为公民与非公民。部分法律只适用于公民，如罗马市民法（jus civile）。非公民则包括拉丁人（Latini）及外邦人（peregrini）等。拉丁人为罗马殖民地自由民及拉丁同盟的人民，而外邦人则包括罗马域外之人或者罗马行省的人民。
奴隶则原则上与财产无异，可以被人所拥有。但也有些许例外。如奴隶不得订立合同，但奴隶的保证有时可以约束其主人。奴隶法律上不得拥有财产，但事实上却可以在主人允许下获得财产，并在被释放后保留。被释放的奴隶在多数情况下会直接成为罗马公民。
212年，罗马皇帝卡拉卡拉通过安东尼努斯敕令，扩大了罗马公民权。此后，公民权在法律上的重要性有所下降。

## 民法大全
狄奥多西二世皇帝于公元438年将帝国的法律汇编成《狄奥多西法典》（Codex theodosianus）。这部汇编只是把君士坦丁大帝之后的历任皇帝所签署的宪令进行汇集。一个世纪后，查士丁尼大帝对大部分罗马法进行了重新整理汇总，编纂成一部有四部分构成的《民法大全》。该法典是罗马法的集大成者，也是罗马法在欧洲大陆几乎完全失传数百年后，突然又得以被重新重视和研究的主要原因。
- 第一部分为《法典》（Codex），收集了自哈德良皇帝（117年-138年）以后的各代皇帝敕令。近现代法律学术文献引用习惯简写为C。

- 第二部分为《学说汇纂》（Digesta或Pandectae），收集了罗马帝政时代被赋予“解答权”的法律学者们的学说。这一部分共有50卷，费时3年，于533年完成。这部分也是该书在文艺复兴前重新出现在欧洲大陆后，历代学者研究的重点。与其他三部分最大的区别是，这部分的编写往往引用了大量互相并不相容的罗马法学家的观点，从而使后人能够非常深入了解罗马法的历史与发展。然而由于编辑者时间仓促，而且全部是希腊语母语的工作人员，从事的却是当时已经有数百年历史的纯拉丁文编辑工作，所以也经常被后代研究者诟病其编写水準。这部分近现代法律学术文献引用习惯简写为D。

- 第三部分是皇帝命令编辑的一本法学入门教材《法学阶梯》（Iustiniani Institutiones），这部教材主要是基于公元二世纪的法学家盖亚斯（Gaius）编写的同名教材，到今天仍然作为罗马法学生的使用书籍之一。该书有四卷构成，旨在对学习罗马法的学生提供一个概览。与普通教科书不同，该书的内容在某些时期曾经被赋予了法律的效力。近现代法律学术文献引用习惯简写为I。

- 第四部分是查士丁尼死后，法学家们整理其在位期间颁布的宪令，定为一编，名为《新律》（Novellae Constitutiones Justiniani）。《新律》共收有百余条，以希腊文和拉丁文两种文本行世，流传至今的有152条。近现代法律学术文献引用习惯简写为N。

在整个编纂工程完成之后，任何对于《民法大全》的评论或者其他立法都被禁止。
1583年，法国法学家丹尼斯·高第弗洛依首次使用《民法大全》（Corpus Juris Civilis）来指称包括《新律》在内的查士丁尼编纂的全部法典。

## 后世影响

### 拜占庭法
传统上，罗马法被认为是以拉丁语为基础的法律体系。罗马的法学家以拉丁语著述，查士丁尼一世下令汇编的民法大全也是以拉丁语著成。如果民法大全不是以拉丁语写成，那其后在十一世纪的義大利被重新发现后所造成的影响无疑会小许多，对教会法的影响也会相应减少（通过教会法对欧洲的家庭、财产相关的法律的影响也是如此）。
在民法大全颁布时，查士丁尼一世的大部分臣民已经是惯用希腊语的东罗马人。因此，使用希腊语的罗马法教学系统因此而生。一开始，民法大全中的法条和法学论文被翻译成希腊语，以供学生理解。但是逐渐的，希腊语的翻译文本开始被普遍使用。因为东罗马帝国和西欧的交流逐渐减少，两地的社会情况有所不同，虽然同以民法大全为根源，但两地却成就了两套不同的法律系统。 拜占庭帝国根据《民法大全》，发展出《巴西利卡法典》、《法律六书》等法典，继续罗马法传承，甚至直接影响今日希腊法律。

### 对西欧和世界的影响
《民法大全》成书之时，西罗马帝国已經灭亡，整个欧洲大陆进入了中世纪。东罗马帝国随后封闭国界和文化交流，开始向拜占庭文化过渡。在欧洲本土，罗马帝国的司法体制被彻底颠覆，由于没有推行罗马法的法庭，很快欧洲也就再也找不到学习罗马法的学生。而由于当时书籍的价格昂贵之极，《民法大全》虽然流传到了以前西罗马帝国的领土区域，却没有被妥善保存，消声匿迹了数百年。
直到公元十一世纪，一套完整的《民法大全》在现在意大利北部的某处古建筑被偶然发现，让欧洲大陆重新了解到了已经失传的历史和法律，使得罗马法之后有机会成为欧洲高等教育的主要内容之一。世界最早的一批大学，包括博洛尼亚大学，创立的时候往往只有两个专业：神学和法律。而法律学习的正统就是罗马法，首选典籍就是《民法大全》。
在此之后的数百年间，《民法大全》被列入大陆法系国家的法律学生必读书目之中，成为了世界上最具有影响力的法学著作之一。19世纪德国法学家耶林，说罗马人曾三次征服世界，头一次以武力，再一次以宗教，末一次以法律。
罗马法是现今许多国家法律体系的基础。所谓的“民法”就起源于罗马法。在欧洲的大陆法系国家以及南美洲的许多国家都因为法国民法典而与罗马法有着密切的联系。在适用普通法系统的国家和地区，尤其是在如美国、澳大利亚、香港等较晚出现的政治区域，罗马法的影响比较小。但是在英国本土，罗马法虽然不具备法律效力，但是却是法庭历来不敢公开忽视的重要法理论据。英国苏格兰地区至今仍然是民法（罗马法）与普通法的混合体系。

## 相关著作
- 《罗马私法》，马克斯·卡泽尔、罗尔夫·克努特尔，田士永译，法律出版社，2018年
- 《罗马法原理》，陳朝璧，法律出版社，2006年
- 《罗马法概论》，BARRY NICHOLAS，黄风译，法律出版社，2000年
- 《罗马法原论》，周枏，商务印书馆，1994年版
- 《罗马法教科书》，彼得罗·彭梵得，黄风译，中国政法大学出版社，1996年修订版
- 《罗马法基础》，江平、米健，中国政法大学出版，1987年
- 《法学阶梯》，盖尤斯，黄风译，中国政法大学出版社，1996年
- 《法学阶梯》，徐国栋译，中国政法大学出版社1999年
- 《法学总论——法学阶梯》，张启泰译，商务印书馆，1989年版
- 《Roman Law in European History》，Peter Stein，Cambridge University Press，1999（ISBN 0-521-64372-4）
- 《Textbook on Roman law》Andrew Borkowski，Oxford University Press，2002（ISBN 1-85431-642-7）
- 《An Introduction to Roman Law》Barry Nicholas，Clarendon Press，1962年（ISBN 0-19-876063-9）
- 《Law and Empire in Late Antiquity》Jill Harries，Cambridge University Press，1999(ISBN 0-521-41087-8).

### 書籍
- W·W·巴克蘭（英语：William Warwick Buckland）, A Textbook of Roman Law from Augustus to Justinian （页面存档备份，存于）, Cambridge: University Press, 1921.
- 弗里茨·舒爾茨（英语：Fritz Schulz (jurist)）, History of Roman Legal Science, Oxford: Clarendon Press, 1946.
- Peter Stein, Roman Law in European History. Cambridge University Press, 1999 (ISBN 0-521-64372-4).
- Andrew Borkowski and Paul Du Plessis, Textbook on Roman law. Oxford University Press, 3rd Ed. (ISBN 0-19-927607-2).
- Barry Nicholas, An Introduction to Roman Law. Rev. ed. Ernest Metzger. Clarendon Press, 2008 (ISBN 978-0-19-876063-4).
- Jill Harries,   "Law and Empire in Late Antiquity" Cambridge, 1999 (ISBN 0-521-41087-8).
- Gábor Hamza, Das römische Recht und die Privatrechtsentwicklung in Russland im modernen Zeitalter In: Journal on European History of Law, London: STS Science Centre, Vol. 1, No. 2, pp. 20 – 26, (ISSN 2042-6402).
- Berger, Adolf, "Encyclopedic Dictionary of Roman Law" （页面存档备份，存于）, Transactions of the American Philosophical Society, Vol. 43, Part 2., Pp. 476. Philadelphia : American Philosophical Society, 1953. (reprinted 1980, 1991, 2002). ISBN 1-58477-142-9